# George Plimpton
George Ames Plimpton (New York, 18 maart 1927 – aldaar, 26 september 2003)  was een Amerikaans acteur, auteur en journalist. 

## Biografie
Plimpton werd geboren in een gezin van vier kinderen, en groeide op in Upper East Side aan de Fifth Avenue. In de zomermaanden verbleef hij in West Hills, een dorp in Suffolk County. 
Plimpton heeft gestudeerd aan de St. Bernard's School in Manhattan, Phiilips Exeter Academy in Exeter en Mainland High School in Daytona Beach. Hierna ging hij in 1944 studeren aan de Harvard-universiteit in Cambridge. Hij haalde pas in 1950 zijn diploma omdat hij van 1945 tot en met 1948 zijn diensttijd vervulde. Na zijn tijd op Harvard ging hij naar Engeland om te studeren aan de King's College waar hij in 1952 zijn bachelor of arts haalde in Engels. 
Plimpton begon na zijn studie zijn carrière als journalist bij het literair tijdschrift The Paris Review, uiteindelijk werd hij daar redacteur. Hij was daarnaast actief als sportjournalist.
Hij was een klasgenoot en persoonlijke vriend van Robert F. Kennedy. In 1968 was hij aanwezig in het Ambassador Hotel in Los Angeles toen Kennedy werd vermoord. Hij was een van degenen die de moordenaar Sirhan Sirhan wisten te overmeesteren.
Plimpton was van 1968 tot en met 1988 getrouwd waaruit vier kinderen geboren werd, en vanaf 1991 was hij getrouwd waaruit twee kinderen geboren werd. Op 31 december 2003 stierf hij in zijn geboorte- en woonplaats New York aan de gevolgen van een hartinfarct.

## Filmografie

### Films
Selectie:
- 1999 EDtv – als panellid
- 1997 Good Will Hunting – als Henry Lipkin
- 1995 Nixon – als advocaat van president
- 1991 Little Man Tate – als Winston F. Buckner
- 1991 L.A. Story – als weerman
- 1990 The Bonfire of the Vanities – als Well Wisher
- 1989 Religion, Inc. – als God
- 1981 Reds – als Horace Whigham
- 1970 Rio Lobo – als vierde schutter
- 1962 Lawrence of Arabia – als Bedouin

### Televisieseries
Uitgezonderd eenmalige gastrollen.
- 2001-2002 A Nero Wolfe Mystery – als Winterhoff / Mr. Parker / John Barrett / kok / timmerman / Nathaniel Parker – 10 afl.
- 1998-2001 ER – als John Truman Carter sr. – 2 afl.
- 1990 The Civil War – als George Templeton Strong – 9 afl.

### Scenarioschrijver
- 2006 Infamous – film
- 2000 Woman Found Dead in Elevator – korte film
- 1994 Fireworks! With George Plimpton – documentaire
- 1972 Plimpton! At the Wheel – documentaire
- 1972 Plimpton! Adventures in Africa – documentaire
- 1971 Plimpton! The Great Quarterback Sneak – documentaire
- 1971 Plimpton! Did You Hear the One About? – documentaire
- 1971 Plimpton! The Man on the Flying Trapeze – documentaire
- 1970 Plimpton! Shoot-Out at Rio Lobo – documentaire

## Auteur
- 1997 Truman Capote: In Which Various Friends, Enemies, Acquaintances, and Detractors Recall His Turbulent Career
- 1990 The Best of Plimpton
- 1990 The X Factor: A Quest for Excellence
- 1987 The Curious Case of Sidd Finch
- 1985 Open Net (over zijn tijd als speler bij de Boston Bruins)
- 1984 Fireworks: A History and Celebration
- 1982 Edie: An American Biography
- 1977 One More July (over de laatste NFL trainingskamp van Bill Curry)
- 1977 Shadow Box (over boksen)
- 1973 Mad Ducks and Bears (over Detroit Lionsspelers Alex Karras en John Gordy)
- 1967 The Bogey Man (over zijn reiservaringen met de Amerikaanse PGA Tour)
- 1966 Paper Lion (over zijn tijd als speler bij de Detroit Lions)
- 1963 Go Caroline (over Caroline Kennedy)
- 1961 Out of My League
- 1955 The Rabbit's Umbrella (kinderboek)
- 1946 Letters in Training (brieven van zijn diensttijd in Italië)

- Bibsys: 90283753
- Biblioteca Nacional de España: XX1049604
- Bibliothèque nationale de France: cb13322365d (data)
- Gemeinsame Normdatei: 141934026
- International Standard Name Identifier: 0000 0001 2096 485X
- Library of Congress Control Number: n50019948
- Nationale Bibliotheek van Letland: 000018991
- MusicBrainz: 345faed2-a51a-4c35-9f3a-16df135abb6d
- National Archives and Records Administration: 10580312
- Nationale Bibliotheek van Tsjechië: mzk2005286797
- Nationale Bibliotheek van Israël: 987007462732405171
- Nederlandse Thesaurus van Auteursnamen: 068836570
- Istituto Centrale per il Catalogo Unico: CFIV005418
- SNAC: w6874tvc
- Système universitaire de documentation: 035578688
- Trove: 948260
- Virtual International Authority File: 79143598
- WorldCat: E39PBJd3MPhQdMqdgwQVRRXw4q